# Leonardo Colucci
Leonardo Colucci (* 29. Dezember 1972 in Cerignola) ist ein italienischer Fußballspieler.

## Biografie
Colucci begann seine Karriere bei seinem Heimatverein Cerignola, wo er auf regionaler Ebene (Serie D und Interregionale) spielte. In der Saison 1993/94 unterschrieb er bei US Siracusa für die Serie C1. Aufgrund seiner Leitung wechselte er in der folgenden Saison in das Serie-A-Team.
In der Saison 1995/96 ging er nach Reggiana in die Serie B. Er spielte 35 Ligaspiele in der Startaufstellung. In der nächsten Saison wechselte er für Verona in die Serie A zurück. Nachdem die Mannschaft 1997 abgestiegen war, wurde er mit Verona im Jahr 1999 Meister in der Serie B und kehrte in die höchste Spielklasse zurück. Er spielte weitere drei Saisons in der Serie A mit Verona, bis der Verein 2002 wieder abstieg. Insgesamt absolvierte er für den Verein 182 Spiele.
Im Juli 2002 ging er zum FC Bologna. Er spielte 85 Ligaspiele in drei Spielzeiten der Serie A und stieg mit dem Team 2005 ab. Im August 2006 unterschrieb er bei Cagliari für die Serie A. Im Sommer 2007 verließ er Cagliari für Cremonese und spielte in der Serie C1.
Im September 2009 wechselte der Mittelfeldspieler zum FC Modena in die Serie B.